# اله‌جیک (آک‌یورت)
اله‌جیک (به لاتین: Elecik) یک منطقهٔ مسکونی در ترکیه است که در اکیورت واقع شده‌است.